# SFファンシーフリー
『SFファンシーフリー』（SF and Fancy Free）は、手塚治虫のSF漫画作品。早川書房の『S-Fマガジン』1963年2月号から1964年2月号まで一話読み切り形式（「緑の果て」と「ガリバー旅行記」は分載）で連載された。全9話。1978年にはFM東京「音の本棚」内でラジオドラマが放送されている。

## 概要
全9話だが各作品にストーリー上の繋がりはなく、それぞれ独立した短編である。形式に関しても、漫画ではなく絵物語として描かれている作品が5作品含まれている。また、9作品のうち7作品は総ページ数5ページの短編で、「ガリバー旅行記」が10ページ、もっとも長い「緑の果て」でも15ページである。なお「緑の果て」はのちにリメイクされている（詳細は緑の果てを参照）。
『SFファンシーフリー』という表題は、1947年に制作され1954年に日本公開されたディズニー映画『ファン・アンド・ファンシーフリー』に由来している。両者ともオムニバス形式の作品という点は共通しているが、内容的には無関係で、タイトルのみヒントにした形である。『メトロポリス』『ロストワールド』『時計仕掛けのりんご』など、手塚漫画ではこのような「タイトルだけ借りてきた作品」が他にも見られる。

## 収録作品
本作は連載時と『手塚治虫漫画全集』とで収録順が異なっているが、ここでは全集版に従う。

### 炎症
『S-Fマガジン』1963年5月号に第3話として掲載。
ある農夫のもとに、食べれば食べるほど増えていくコロッケが落ちてきた。増殖するコロッケは州の食糧問題を解決し、コロッケを貰いにくる人々でごった返した。しかし、コロッケの増殖は留まるところを知らなかった。ついにコロッケのボタ山が崩れて民家を押しつぶし、軍が出動する事態になった。政府はありったけの兵器を繰り出してコロッケを焼き尽くそうとするが、地上と海はコロッケに埋め尽くされた。各国首脳はコロッケによる人類滅亡を嘆くが…。コロッケの正体は意外なものだった。

### うしろの正面
『S-Fマガジン』1963年4月号に第2話として掲載。絵物語。
興行成績が伸び悩むNG・N撮影所のゼン社長は、50年前にヒットした『世界残酷物語』を真似て「宇宙残酷物語」を製作することを思いついた。撮影遠征隊は光速ロケットで出発し、様々な異星人たちの残酷な風習を撮影して回った。しかし、最後に立ち寄った星でとんでもないことが起こった。撮影隊がロケットから降りた途端、ロケットが深い谷底へ転げ落ちてしまったのだ。帰れなくなった撮影隊は、その星でサバイバル生活を余儀なくされる。そして実に30年後、ある奇跡が起こるのだが…。

### そこに指が
『S-Fマガジン』1963年6月号に第4話として掲載。絵物語。
神父のもとに人々が懺悔に押しかけた。浮気した官吏夫人、強盗三人組、恋のライバルを毒殺しようとした青年、ひき逃げトラックの運転手。彼らの言うことは同じだった。何かが見ている、目の前の空間に形の定まらない肉のような何かが見えたと。そのころ病院では、押しかけるノイローゼ患者にてんてこ舞いとなっていた。彼らの症状もみな同じで、強迫神経症、注視妄想症だった。患者たちは皆が皆誰かに監視されていると思い込んでいるのだ。一連の騒ぎを見た或るSF青年が言うには…。

### 一寸の虫
『S-Fマガジン』1963年11月号に第7話として掲載。
ヒゲオヤジのもとに、宇宙から来た幽霊が現れた。彼は自分たちの星が消滅したので地球で迷って出たという。そこへ地元の幽霊が現れ、幽霊人口が激増している現在、移民を受け入れることはできないと主張、ヒゲオヤジの家を闘争本部にしてしまう。幽霊同士の交渉は毎晩続いたが、異星人の幽霊なら異星人に取り付いてもらうのが一番良いということで話がまとまった。その結果、本体の異星人が円盤に乗って地球にやって来るという。ヒゲオヤジは地球侵略だとあわてふためくが…。

### 24時間まえの男
『S-Fマガジン』1964年3月号に第9話として掲載。初出時の題名は「昨日と明日の私」。
電車事故にあって傷一つなく生還したSF作家の男、しかし彼は24時間先の自分が見えるようになってしまった。24時間ごとに増えていく自分にうんざりした男は、爆弾で自宅を吹っ飛ばして全員を片付けてしまおうとするのだが…。

### ゼンソクの男
『S-Fマガジン』1963年2月号に第1話として掲載。
遺伝性の喘息に悩まされている男が、ある日タイムマシンに乗せられて未来に連れてこられた。そこには男の子孫ら家系の者たちが一堂に集められ、家族会議ならぬ家系会議が開かれていた。彼らは皆代々喘息に悩まされており、タイムマシンを使って先祖から喘息の遺伝子を消してしまおうというのだ。男は先祖の喘息を治すべくタイムマシンに乗りこむのだが…。

### 緑の果て
『S-Fマガジン』1963年7月号 - 9月号に第5話として掲載。
最終戦争で滅亡した地球から脱出したロケット。着陸した星の生物は、人間の思い通りの姿に変態する植物だった。乗組員の一人である谷村は、地球に残してきた恋人そっくりの植物人に夢中になる。しかし、この星の植物には恐ろしい秘密が隠されていた。
この作品は『ファニー』で別展開の読切作品としてリメイクされた。両作品の違いなど詳細は緑の果てを参照。

### 七日目
『S-Fマガジン』1963年10月号に第6話として掲載。絵物語。
イリベッドラブ教授と彼の作ったしもべのロボットフモシアのやりとりの演劇。しもべのフモシアは7日で世界を作った教授を裏切って、同じように7日で世界としもべを作り上げた。そのしもべは更に同じ様に世界としもべを作り…。

### ガリバー旅行記
『S-Fマガジン』1963年12月号、1964年2月号に第8話として掲載。絵物語。
小惑星エロスでウラン採鉱に従事していたイワン・ペペルモコウィッチ・ガリバーは、20年ぶりに地球に戻ってきた。彼はロケットを降りて初めて、知らぬ間に自分が超巨大化してしまっていることに気付く。小惑星の重力下で細胞が巨大化する、「慢性進行性重力性細胞肥大症」とでもいうべき珍しい症例だった。そしてその後も巨大化は止まらず…。

## 単行本
- 講談社手塚治虫漫画全集 MT80『SFファンシーフリー』（講談社、1979年、ISBN 4-06-108680-4 全1巻） - 本稿で概説した『SFファンシーフリー』シリーズの他、以下の4作品が併録されている。
  - 「ドオベルマン」（『S-Fマガジン』1970年2月号）
  - 「シャミー1000」（『高1コース』1968年4月号 - 9月号）
  - 「7日の恐怖」（『デラックス少年サンデー』1969年11月号）
  - 「赤の他人」（『デラックス少年サンデー』1970年2月号）
- 手塚治虫文庫全集 BT-148 『鳥人大系』（講談社; 講談社コミッククリエイト、2011年8月） ISBN 978-4-06-373848-3

また筒井康隆によるアンソロジー『'60年代日本SFベスト集成』に、当シリーズから「そこに指が」が（もう一作「金魚」とともに）収録されている。